# Lane Davies
Lane Hunt Davies (* 31. Juli 1950 in Dalton, Georgia) ist ein US-amerikanischer Schauspieler. Bekannt ist er vor allem durch seine Rolle des Mason Capwell in der Fernsehserie California Clan, in der er von 1984 bis 1989 auftrat.

## Leben und Karriere
Davies wurde in Dalton, als Sohn von Emily und Bill Davies geboren.  Er hat drei Brüder: Bruce, George und Whit. Er schloss sein Studium in Sprache und Theater an der Middle Tennessee State University mit Auszeichnung ab. Er ist geschieden und hat zwei Söhne.
Davies hat während seiner 30-jährigen Tätigkeit als Bühnenschauspieler Rollen wie Hamlet, Macbeth, Richard III., König Lear und Henry V gespielt. Seinen größten Fernseherfolg und Bekanntheitsgrad erlangte er jedoch ab 1984 in der Rolle des Mason Capwell in der US-Seifenoper California Clan. Für seine Rolle wurde er dreimal mit dem Soap Opera Digest Award nominiert. Außerdem war er Gaststar in einer Reihe von Serien, darunter Eine schrecklich nette Familie, Dallas, General Hospital, Golden Girls, Die Nanny und Scrubs – Die Anfänger.

## Filmografie (Auswahl)
- 1978: Unsere Lassie (The Magic of Lassie)
- 1981: CHiPs (Fernsehserie, Folge 4x21 Zeugenmord)
- 1981–1982: Zeit der Sehnsucht (Days of Our Lives, Fernsehserie, 114 Folgen)
- 1983: Dallas (Fernsehserie, Folge 6x14 J.R. greift an)
- 1983–2003: General Hospital (Fernsehserie, 122 Folgen)
- 1984: Der Tod kommt zweimal (Body Double)
- 1984–1989: California Clan (Santa Barbara, Fernsehserie, 900 Folgen)
- 1987: Kein Bulle ist wie Mace (Dead Aim)
- 1991: Eine schrecklich nette Familie (Married... with Children, Fernsehserie, Folge 5x13)
- 1991: Liebe auf Lebenszeit (Sons and Daughters, Fernsehserie, 2 Folgen)
- 1991: Good & Evil (Fernsehserie, 11 Folgen)
- 1991: Hallo Schwester! (Nurses, Fernsehserie, Folge 1x11)
- 1992: Golden Girls (The Golden Girls, Fernsehserie, Folge 7x17)
- 1992: Major Dad (Fernsehserie, Folge 3x18)
- 1992: Harrys Nest (Empty Nest, Fernsehserie, Folge 4x21)
- 1992: Reich und Schön (The Bold and the Beautiful, Fernsehserie, 17 Folgen)
- 1992: Woops! (Fernsehserie, 11 Folgen)
- 1993: Mit Herz und Scherz (Coach, Fernsehserie, 2 Folgen)
- 1994: Nachtschicht mit John (The John Larroquette Show, Fernsehserie, Folge 1x19)
- 1994: Seinfeld (Fernsehserie, Folge 5x15 Der Apfelkuchen)
- 1994: Die Nanny (The Nanny, Fernsehserie, Folge 1x17 Die geplatzte Hochzeit)
- 1994: Ellen (Fernsehserie, Folge 1x02 Der Busen-Test)
- 1995: Die Super-Mamis (The Mommies, Fernsehserie, 9 Folgen)
- 1995–1996: Hallo Cockpit (The Crew, Fernsehserie, 21 Folgen)
- 1995–1997: Superman – Die Abenteuer von Lois & Clark (Lois & Clark: The New Adventures of Superman, Fernsehserie, 5 Folgen)
- 1997–1998: Die Lieben Kollegen (Working, Fernsehserie, 3 Folgen)
- 1998: Babylon 5: Der erste Schritt (Babylon 5: In the Beginning, Fernsehfilm)
- 1998: Clueless – Die Chaos-Clique (Clueless, Fernsehserie, Folge 2x16)
- 1998: Just Shoot Me – Redaktion durchgeknipst (Just Shoot Me!, Fernsehserie, Folge 3x04)
- 1998: Jesse (Fernsehserie, Folge 1x06)
- 1999: Love Boat – Auf zu neuen Ufern (Love Boat: The Next Wave, Fernsehserie, Folge 2x16)
- 2000: Hinterm Mond gleich links (3rd Rock from the Sun, Fernsehserie, 2 Folgen)
- 2000: Practice – Die Anwälte (The Practice, Fernsehserie, 4 Folgen)
- 2002: Scrubs – Die Anfänger (Scrubs, Fernsehserie, 2 Folgen)
- 2003: Russians in the City of Angels (Fernsehserie, 10 Folgen)
- 2007: Steam
- 2010–2017: The Bay (Fernsehserie, 29 Folgen)
- 2011: Meine Schwester Charlie (Good Luck Charlie, Fernsehserie, Folge 2x05)
- 2019: Supernatural (Fernsehserie, Folge 15x02)
- 2021: A Unicorn for Christmas